# Villaviciosa de Odón
Villaviciosa de Odón – miasto w Hiszpanii we wspólnocie autonomicznej Madryt, 14 km na południowy zachód od Madrytu. Miasto jest również miejscem gdzie  znajduje się Uniwersytet - Universidad Europea de Madrid. W Villaviciosa de Odón znajduje się pięć przedszkoli, trzy publiczne szkoły dla niemowląt i szkół podstawowych oraz dwa instytuty dla szkół średnich. 

## Atrakcje turystyczne
- Zamek Villaviciosa de Odon mieszczący się przy Avenida de Madrid, wybudowany w XV wieku
- Dom Manuela Godoy'a
- Palacio de la Candelaria
- Palacio de los Duques de Gandía